# クリスティアニ・クリカ
クリスティアニ・クリカ（Cristi Chirică、1997年4月9日 - ）は、スーペルリーガ、CSディナモ・ブクレシュティに所属するラグビーユニオン選手。

## プロフィール
- ルーマニア・ブルラド（英語版）出身[1]。
- ポジションはフランカー(FL)、ナンバーエイト(No.8)。
- 身長 192cm、体重 115kg
- U20ルーマニア代表に選ばれたことがある。
- ルーマニア代表キャップは39（2024年12月現在）でラグビーワールドカップ2023のルーマニア代表に選ばれた[2]。

## 略歴
CSデミノー・バイア・マーレ、SCパミエ、RCイエールを経て、2022年、CSAステアウア・ブクレシュティに加入。